# Tiglato de isopropila
Tiglato de isopropila é o composto orgânico de fórmula C8H14O2 e massa molecular 142.20. É classificado com o número CAS 1733-25-1. Apresenta densidade 0,896 g/mL a 25 °C e ponto de fusão 50,6°C (123°F).